# Khổng phủ
Khổng phủ hay Dinh thự gia đình họ Khổng (tiếng Trung: 孔府; bính âm: Kǒng fǔ) là nơi ở lịch sử của các đời hậu duệ trực tiếp của Khổng Tử ở thành phố Khúc Phụ, Sơn Đông, Trung Quốc. Cấu trúc còn lại của dinh thự này chủ yếu có từ thời nhà Minh và Thanh. Gia tộc họ Khổng được biết đến như là gia tộc tư nhân quản lý đất nông nghiệp lớn nhất Trung Quốc và họ cũng là những người thực hiện các nghi lễ tôn giáo trong các dịp đặc biệt như trồng trọt, thu hoạch mùa màng, sinh nhật, ma chay. Ngày nay, dinh thự là một bảo tàng và là một phần của Di sản thế giới được UNESCO công nhận "Đền thờ, nghĩa trang của Khổng Tử và dinh thự gia đình họ Khổng ở Khúc Phụ".

## Mô tả
Dinh thự này nằm ngay phía đông của Đền thờ Khổng Tử, nơi mà trước đây từng có một con đường dẫn tới. Dinh thự được bố trí theo phong cách truyền thống Trung Hoa và tách biệt với không gian chính ở phía trước theo kiểu Nha môn trong khi các khu phức hợp dân cư ở phía sau. Ngoài ra ở phía đông và tây của dinh thự là các khu vực nghiên cứu và sinh hoạt chung cùng với đó là một khu vườn ở phía sau. Sự phân bố không gian của các tòa nhà theo lịch sử, giới tính, địa vị phản ánh các nguyên tắc và trật tự của Nho giáo: Con cháu Khổng Tử là tầng lớp cao cấp nhất sống ở ba tòa nhà trung tâm. Khu vực phía đông được sử dụng như phòng khách để tiếp đón các quan khách chính thức và thờ cúng tổ tiên. Trong khi khu vực phía tây được sử dụng để nghiên cứu, ăn uống và giải trí. Với cách bố trí hiện tại, dinh thự bao gồm 152 tòa nhà với 480 phòng lớn nhỏ có tổng diện tích 12.470 mét vuông. Cấu trúc cao nhất của dinh thự là tòa tháp trú ẩn bốn tầng được biết đến với tên gọi Tỵ nạn lâu được thiết kế như là một nơi trú ẩn trong các cuộc tấn công nhưng nó chưa bao giờ được sử dụng. Dinh thự là nơi lưu trữ 60.000 tài liệu liên quan đến cuộc sống của gia tộc họ Khổng trong suốt 400 năm kéo dài qua đời nhà Minh và Thanh.

## Lịch sử

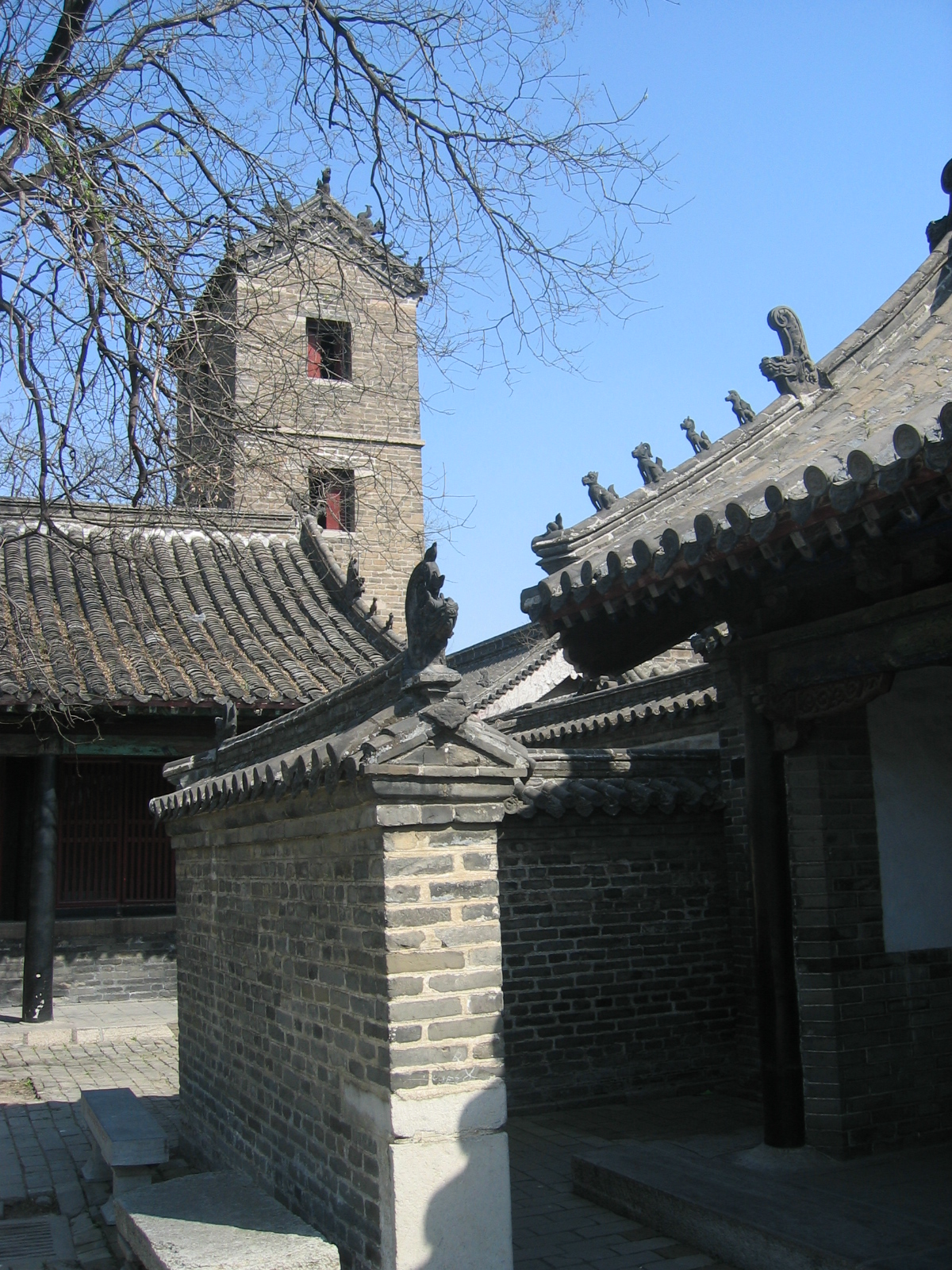
Tháp trú ẩn, cấu trúc cao nhất của dinh thự.

Dinh thự đầu tiên được xây dựng bởi Diễn Thánh Công vào năm 1038 dưới thời nhà Tống. Đến năm 1377, dinh thự được di rời và được xây dựng lại theo lệnh của hoàng đế Minh Thái Tổ Chu Nguyên Chương. Năm 1503, dưới thời trị vì của Minh Hiếu Tông Chu Hữu Đường, khu phức hợp được mở rộng thành ba dãy tòa nhà với 560 phòng và 9 sân. Đến thời nhà Thanh, dinh thự đã được tu sửa hoàn chỉnh vào năm 1838 và chỉ bị hưu hại khi một ngọn lửa phá hủy khu nhà ở của phụ nữ vào năm 1886. Ngay kể cả khi đám cháy xảy ra, những người đàn ông cũng không dám bước chân vào khu vực của phụ nữ để dập lửa khiến thiệt hại của nó lớn hơn. Khu vực bị hư hại được xây dựng lại hai năm sau đó, chi phí xây dựng của cả hai lần tân trang lại dinh thự đều được hoàng đế lo liệu. Mặc dù có những thay đổi sau này nhưng dinh thự vẫn mang kiến trúc chủ yếu của một tư gia nhà Minh được bảo quản tốt. Người cuối cùng sống trong dinh thự này là Khổng Đức Thành, con cháu đời thứ 77 của Khổng Tử. Ông sau đó đã trốn tại Trùng Khánh trong Chiến tranh Trung-Nhật thứ hai năm 1937 và sau đó đã không trở lại Khúc Phụ nữa mà sang Đài Loan trong cuộc Nội chiến Trung Quốc. Có một dinh thự của gia tộc họ Khổng khác ở Cù Châu, nơi đã được xây dựng  bởi một nhánh những con cháu của gia tộc sống ở phía nam.

## Cấu trúc
Các cấu trúc chính được bố trí theo trục từ nam tới bắc là:
- Cổng chính (Đại môn Khổng phủ): nổi bật với bảng hiệu "Thánh phủ".
- Sân trung tâm: Nằm ở phía đông và phía tây của các tòa nhà hành chính cũ là nơi dẫn ra các phòng chức năng bố trí theo "Tam tỉnh lục bộ" bao gồm khu vực thờ cúng tổ tiên, phòng đóng dấu, âm nhạc, lưu trữ văn thư, địa tô và cúng tế thần linh.[4]\
- Cổng đôi (Trùng quang môn): Nằm ở phía bắc của sân trung tâm, cổng đôi được xây dựng vào năm 1503 và chỉ mở trong các nghi lễ cao cấp hay có sự viếng thăm của hoàng đế và tiếp nhận các sắc lệnh của quốc gia.[4][5] Cấu trúc này rộng 6,24 mét, dày 2,03 mét và cao 5,95 mét. Nó còn được gọi là Nghi môn (仪门) hay Tái môn (塞门).

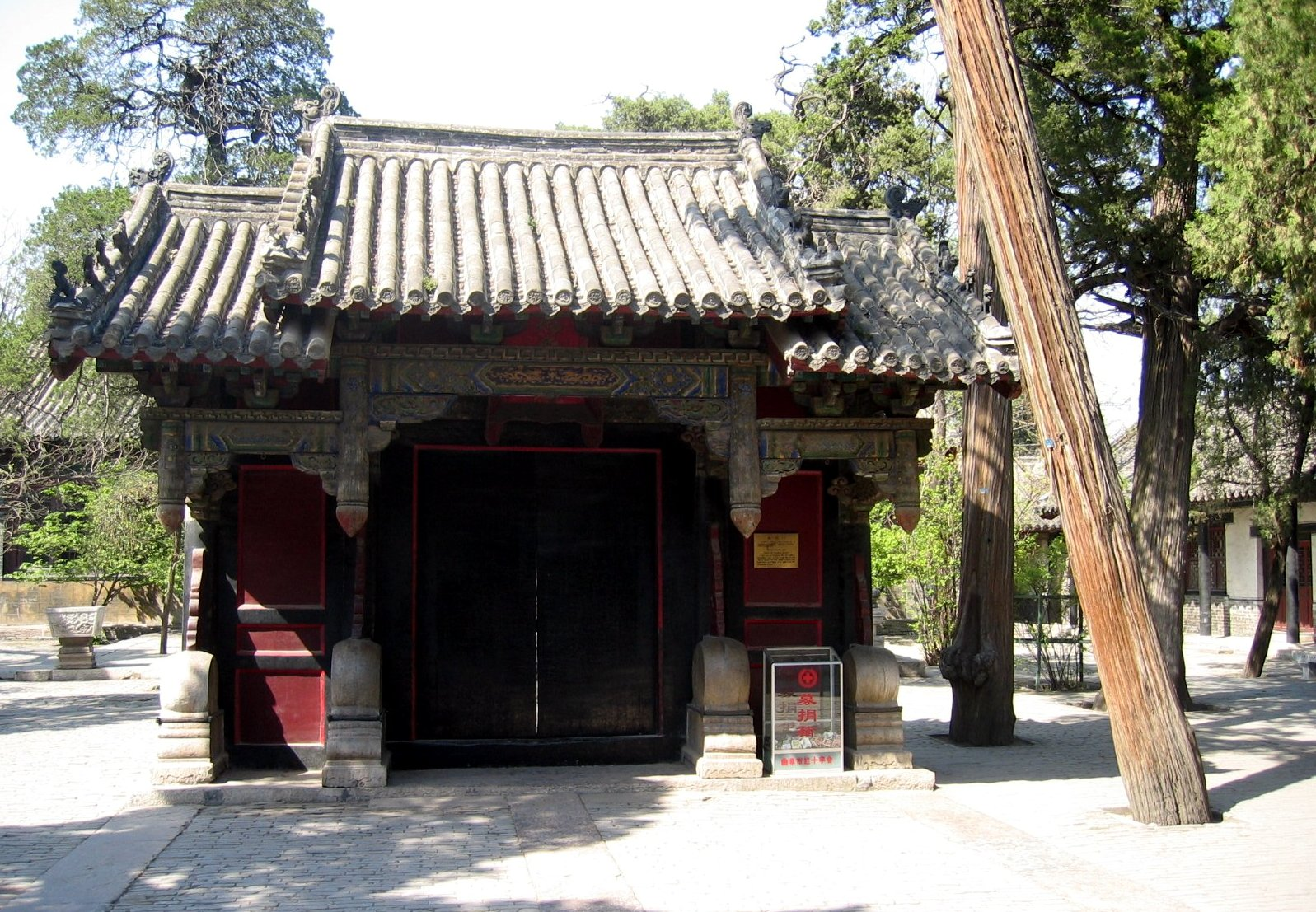
Trùng quang môn.

- Đại lễ đường hay Hội trường thứ nhất (Đại đường): Là nơi dành riêng cho loan báo sắc lệnh hoàng gia.
- Hội trường thứ hai: Được sử dụng để tiếp đón các quan chức cấp cao cũng như các sự kiện âm nhạc và nghi thức hoàng gia. Tại đây có 7 bút tích của các hoàng đế, trong đó có một chữ "thọ" của Từ Hi Thái hậu.[5]
- Hội trường thứ ba: Được sử dụng như một phòng trà.

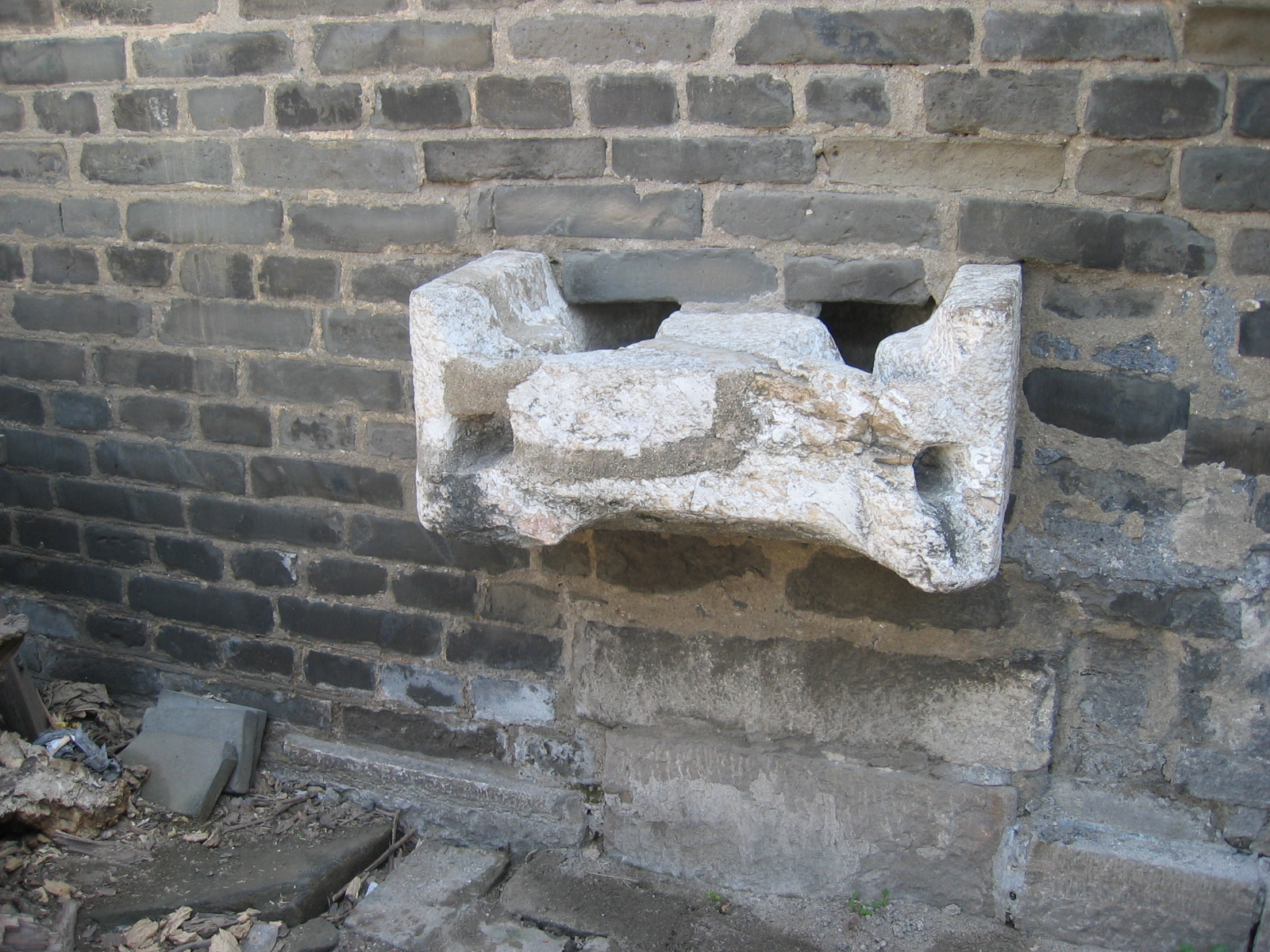
Đường dẫn nước sinh hoạt dẫn vào các phòng bên trong khu nhà ở.

- Cổng trong (Nội trạch môn): Được xây dựng từ thời nhà Minh, nó rộng 11,8 mét, dày 6,1 mét và cao 6,5 mét. Trong thời gian gia tộc họ Khổng lưu trú, nó được bảo vệ nghiêm ngặt, hạn chế sự tiếp cận tới các khu nhà ở của dinh thự trừ một số người và một số hầu gái. Việc xâm phạm bất hợp pháp vào trong khu ở có thể dẫn tới cái chết. Nước uống được đưa qua một cái rãnh trong tường.
- Tiền thượng phòng: Là một cấu trúc được sử dụng để tiếp đón người thân, chiêu đãi, hôn nhân, tang lễ.
- Tiền đường lâu: Được xây dựng lại dưới thời nhà Thanh sau khi cấu trúc cũ bị thiêu rụi trong trận hỏa hoạn 1886, đây là nơi chứa các phòng riêng của vợ và các phu nhân của Diễn Thánh Công.
- Hậu đường lâu: Được xây dựng dưới thời hoàng đế Gia Khánh, nó có không gian rộng 3.900 mét vuông bao gồm các phòng riêng của Diễn Thánh Công. Người cuối cùng sống tại đây chính là Khổng Đức Thành.
- Hậu ngũ gian: Là nơi ở cho những người hầu gái dưới triều đại nhà Thanh.
- Hậu hoa viên: Còn được gọi là Thiết Sơn viên, khu vườn được bổ sung trong năm 1503 trong quá trình tu sửa. Đáng chú ý nhất của khu vườn là Hoa sảnh (花厅), một cấu trúc lớn ở phía bắc khu vườn.